# ルイス・エンリケス
ルイス・アルフォンソ・エンリケス・レデスマ（Luis Alfonso Henríquez Ledezma 、1981年11月23日 - ）は、パナマ・パナマ市出身のプロサッカー選手。パナマ代表。ポジションは、ディフェンダー。

## クラブ歴
スポルティング98というクラブでキャリアをスタート。コロンビアのエンビガドFCをへてパナマに帰国しタウロFCで2シーズンプレー。2007年、レフ・ポズナンに移籍。8シーズン在籍した後、2015年夏にクラブを退団した。
2015年9月、古巣のタウロFCに加入。

## 代表歴
2003年8月のデビュー以来、長きにわたってパナマ代表でプレーしている。2015年6月時点での通算成績は75試合2得点。主要大会ではFIFAワールドカップ予選に26試合出場し、CONCACAFゴールドカップに複数回参加した。

### ゴール
| #  | 開催日        | 会場         | 対戦国     | スコア | 結果 | 試合概要                    |
| -- | ------------- | ------------ | ---------- | ------ | ---- | --------------------------- |
| 1. | 2013年2月6日  | パナマ市     | コスタリカ | 1–0    | 2–2  | 2014 FIFAワールドカップ予選 |
| 2. | 2013年3月22日 | キングストン | ジャマイカ | 1–1    | 1–1  | 2014 FIFAワールドカップ予選 |

## タイトル
アラベ・ウニド
- リーガ・パナメーニャ (2):
  - 2004, 2007 (A)

レフ・ポズナン
- エクストラクラサ (2):
  - 2009-10, 2014-15
- ポーランド・カップ (1):
  - 2008-09